# Umala (municipio)
Umala es una localidad y municipio boliviano, ubicado en la Provincia de Aroma en el departamento de La Paz.
Se encuentra ubicado a 120 km de la ciudad de La Paz, capital del departamento; y se halla a 3.830 metros sobre el nivel del mar. Según el censo nacional de 2012, el municipio de Umala cuenta con una población de 8.775 habitantes.
En el municipio se encuentra el sitio arqueológico Huayllani-Cóndor Amaya, donde se hallan chullpares prehispánicos que datan aproximadamente de los años 1400 y 1500 D.C..

## Geografía
Cuenta con una topografía ondulada, con una precipitación de 450 mm anuales, clima frío, con heladas presentes casi todas las noches en los meses de invierno y fuertes granizadas. Los suelos varían desde arcillas fuertemente salinas, arcillas no salinas y arenas, hasta bastante pedregosos.
Los recursos hídricos del municipio son los ríos Desaguadero, Umala, Calteu y Kheto. La vegetación es de pastura seca con arbustos.

## Demografía
De acuerdo con el censo boliviano de 2024, la población del municipio de Umala es de 9 021 habitantes.
La población del municipio aumentó en más de un tercio entre 1992 y 2024, pero se ha estancado desde principios del milenio:
| Año  | Habitantes (municipio) | Fuente |
| ---- | ---------------------- | ------ |
| 1992 | 6605                   | Censo  |
| 2001 | 9583                   | Censo  |
| 2012 | 8775                   | Censo  |
| 2024 | 9021                   | Censo  |

## Economía
La principal actividad económica de Umala es la pecuaria, con la cría de ganado vacuno, ovino y camélido, práctica que genera ingresos económicos significativos para la población. El ganado se comercializa en las ferias semanales de Patacamaya y la Lahuachaca.
La agricultura es relevante, con cultivos de papa, oca, haba, quinua, alfalfa y cebada en grano, esta última destinada a la alimentación del ganado vacuno y ovino. La producción agrícola también es comercializada en las ferias locales de donde son trasladados a las ciudades de La Paz y El Alto.